# Andrea Vendramin
Andrea Vendramin est le 71e doge de Venise élu en 1476.

## Biographie

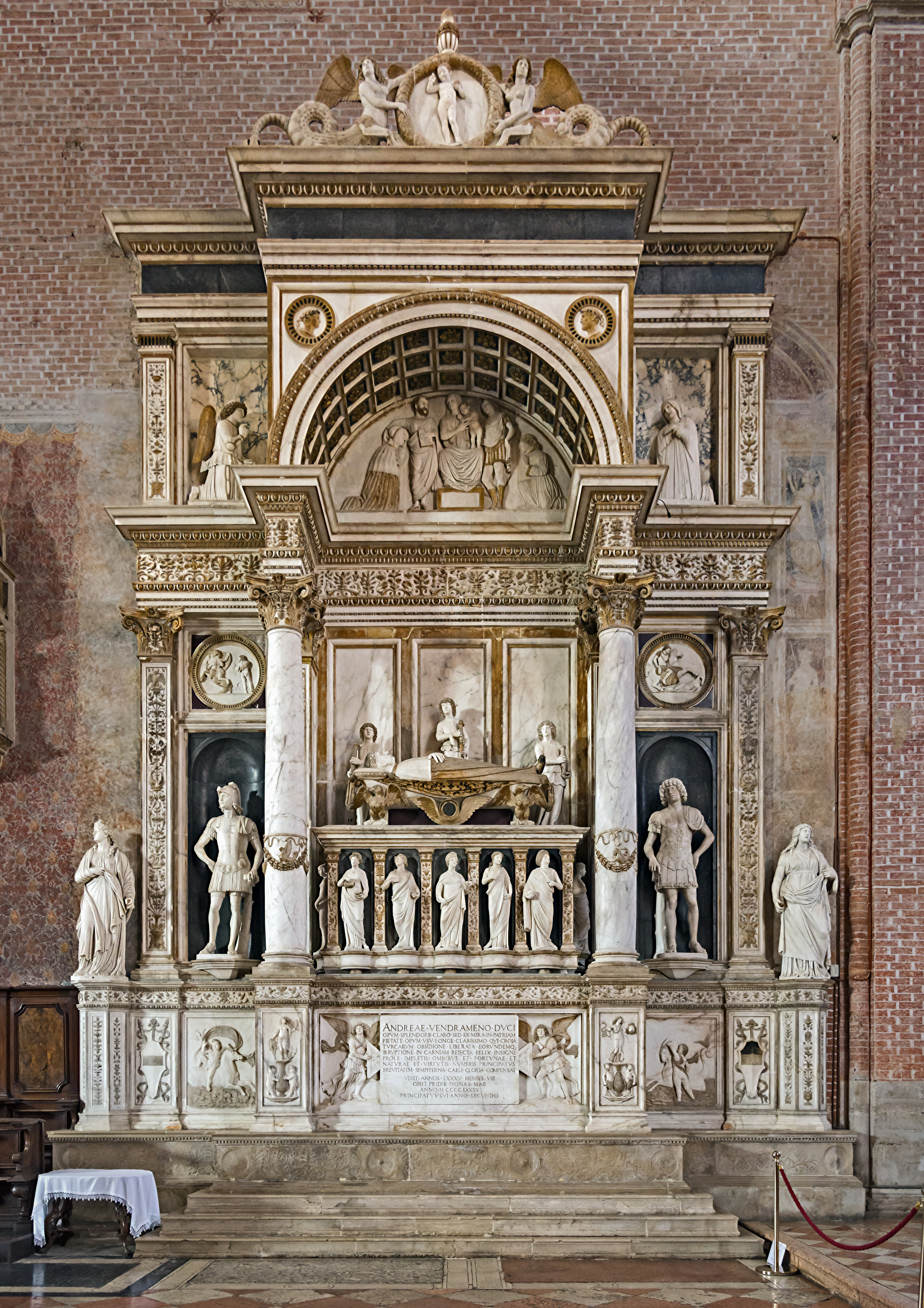
Tombeau du doge Andrea Vendramin

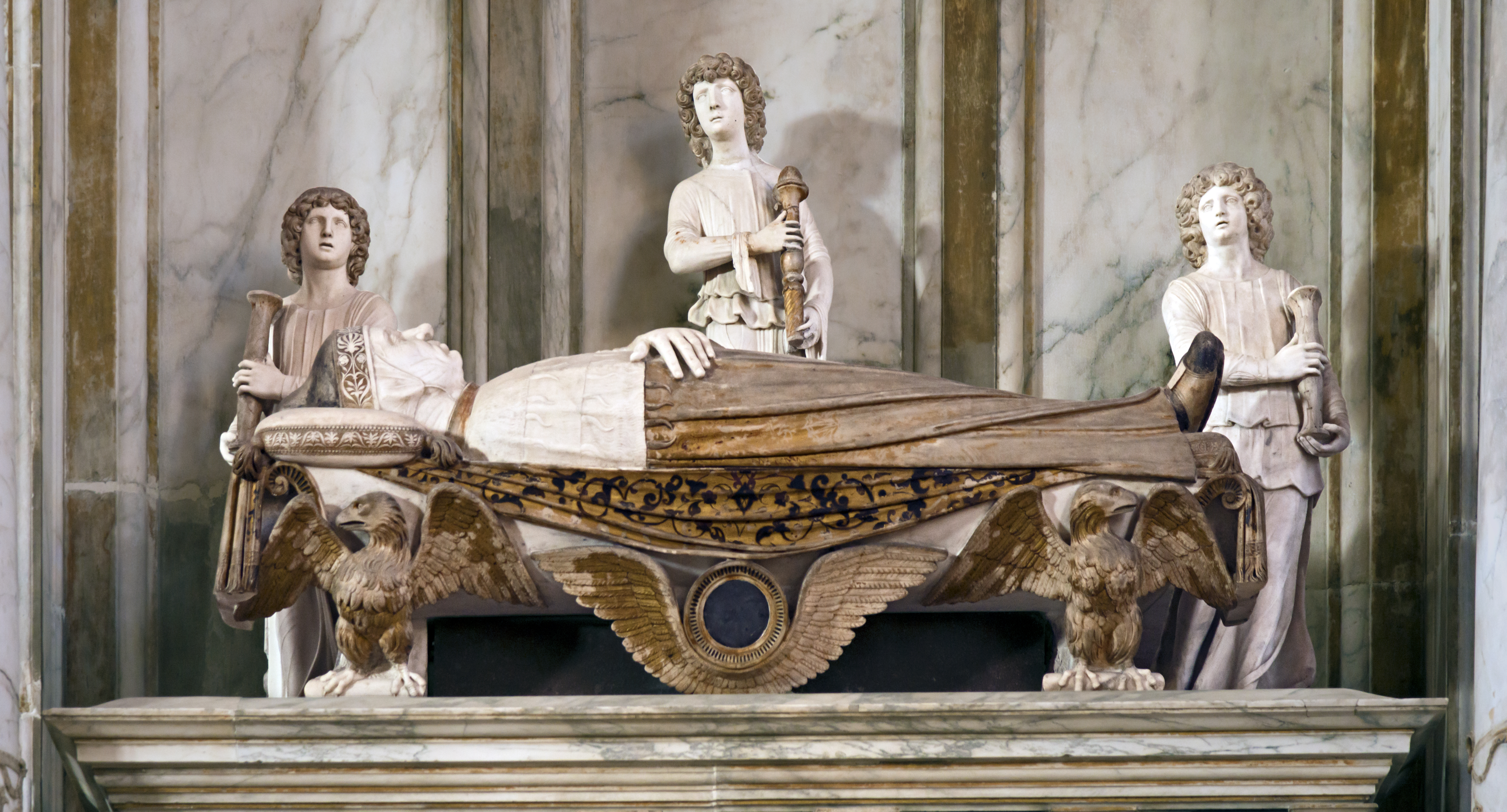
Gisant du doge Andrea Vendramin

Fils de Bartolomeo et Maria Michiel, Andrea Vendramin nait dans une famille de  grande noblesse, obtenue pour leurs mérites en 1381 pendant la guerre de Chioggia (1378-1382) avec Gênes. Il exècre les familles de plus vieille noblesse. Il épouse une Gradenigo qui à sa mort épousera son frère Luca.
Il est physiquement très habile et se met en évidence pour ses capacités militaires.

## Le dogat
Après la mort, en 1476, de son prédécesseur Pietro Mocenigo, Vendramin est un candidat exceptionnel pour ses contemporains : il est noble, fort et courageux. Mais, bien qu'étant doué d'une grande intelligence et d'un fort caractère, il est difficilement accepté. Finalement, il est élu par 25 voix sur 41.
Son comportement évolue suivant les nécessités ; il distribue des aides aux pauvres, gracie de nombreux détenus mais ne pardonne pas à ses adversaires qui l'ont gravement offensé, les éliminant violemment.
Il devait recevoir du pape Sixte IV la rose d'or qu'il n'obtient pas en raison des vengeances qu'il exerce sur ses opposants.
Andrea Vendramin meurt le 5 mai 1478. Il est d'abord enterré dans l'église Santa Maria dei Servi puis quand l'église est démolie en 1815, son tombeau réalisé par Tullio Lombardo et Antonio Lombardo est transféré dans la basilique de San Zanipolo, le lieu de sépulture traditionnel des doges.

## Sources
- (it) Cet article est partiellement ou en totalité issu de l’article de Wikipédia en italien intitulé « Andrea Vendramin » (voir la liste des auteurs).